# Teleonemia variegata
Teleonemia variegata är en insektsart som beskrevs av Carl Stål 1898. Teleonemia variegata ingår i släktet Teleonemia och familjen nätskinnbaggar. Inga underarter finns listade i Catalogue of Life.